# Nucleolites
Genre
Nucleolites est un genre d'oursins fossiles de la famille des Nucleolitidae.

## Caractéristiques
Ce sont des oursins irréguliers de petite taille (2 - 3,5 cm), élargis vers l'arrière. Le périprocte est disposé dans un sillon anal en position arrière, aux trois quarts de la hauteur de l'animal (donc sur le face aborale antérieure) ; la bouche est avancée sur la face orale.
Ils existèrent du Bajocien au Cénomanien et sont de bons indicateurs stratigraphiques.

## Liste d'espèces
Selon le NHM : 
- Nucleolites scutatus Lamarck, 1816 † (Bajocien-Kimméridgien, Europe) -- espèce-type.
- Nucleolites brodei (Wright, 1859) † (Tithonien, UK)
- Nucleolites burgundiae (Cotteau, 1871) † (Bathonien, France)
- Nucleolites cerceleti Desor in Agassiz & Desor, 1847 † (Aptien-Albien, Angleterre, France)
- Nucleolites elongatus Chiplonkar & Badve, 1972 † (Turonien, Inde)
- Nucleolites lorioli (Cotteau, 1871) † (Callovien, Europe)
- Nucleolites cordatus (Goldfuss, 1826) † (Cénomanien, France)
- Nucleolites haimei (Wright, 1859) † (Tithonien, Angleterre, France)
- Nucleolites subquadratus (L. Agassiz, 1839) † (Valanginien, Suisse).

Certaines études y ajoutent Nucleolites amplus, autrement considéré comme une sous-espèce de Nucleolites scutatus. World Register of Marine Species (18 novembre 2013) ne reconnaît que Nucleolites scutatus Lamarck, 1816.